# Bergede
Bergede ist ein Ortsteil der Stadt Soest im Kreis Soest in Nordrhein-Westfalen. Bis 1969 bildete Bergede eine eigenständige Gemeinde.

## Geographie
Das landwirtschaftlich geprägte Dorf Bergede liegt ca. vier Kilometer südöstlich der Soester Kernstadt und ist der höchstgelegene Ortsteil von Soest.

## Name und Ersterwähnung
1289 wird ein Hof in Ber(e)heyde erstmals erwähnt. 1441 ist der heutige Ortsname erstmals belegt. Die Etymologie des Ortsnamens lässt verschiedene Deutungen zu. Wahrscheinlich bedeutet Bergede etwa unbebautes Land mit Gehölz, möglich wären anstelle von „Gehölz“ aber auch die Deutungen Eber, Birne oder Beere.

## Geschichte
Seit dem 19. Jahrhundert bildete Bergede eine Landgemeinde im Amt Lohne des Kreises Soest. Am 1. Juli 1969 wurde die Gemeinde Bergede durch das Soest/Beckum-Gesetz Teil der Stadt Soest.

## Einwohnerentwicklung
| Jahr | Einwohner | Quelle |
| ---- | --------- | ------ |
| 1871 | 161       | [ 4 ]  |
| 1885 | 158       | [ 5 ]  |
| 1910 | 122       | [ 6 ]  |
| 1939 | 138       | [ 7 ]  |
| 2017 | 205       | [ 8 ]  |
| 2019 | 206       | [ 9 ]  |
| 2022 | 214       | [ 10 ] |

## Kultur
In Bergede gibt es den "Kratzclub". Er entstand 1972 und wurde von den Dorffrauen gegründet, nachdem sie mit den Reinigungsmaßnahmen ihrer Männer am Ehrenmal nicht zufrieden waren. Mit Besen und Gartengerät wurde das Ehrenmal richtig sauber gemacht und von Moos und Unkraut befreit. Die Dorffrauen des Kratzclubs kümmern sich bis heute um die Pflege des Ehrenmals und die Kriegsgräberstätten auf dem benachbarten Friedhof.
Ein Träger des lokalen Brauchtums ist der Schützenverein Bergede-Elfsen. 

## Baudenkmäler
Das Wohnhaus Trellenweg 3 steht unter Denkmalschutz.